# Ковілян
Ковіля́н (порт. Covilhã; МФА: [ku.vi.ˈʎɐ̃], Кувіля́н) — муніципалітет і місто в Португалії, в окрузі Каштелу-Бранку. Розташований у центрально-східній частині країни, на теренах історичної португальської провінції Бейра. Належить до Порталегрівсько-Каштелу-Бранківської діоцезії Католицької церкви в Португалії. Права міського самоврядування має з 1186 року. Поділяється на 21 парафію. За адміністративним поділом, чинним до 1976 року, був складовою провінції Нижня Бейра. Площа муніципалітету — 555,60 км², населення муніципалітету — 51797 ос. (2011); густота населення — 93,23 осіб/км²
. Патрон — святий Яків Старший. Святковий день муніципалітету — 20 жовтня. Поштовий індекс — 6200.  Код місцевої адміністративної одиниці — 0503. Складова статистичного регіону Центр.

## Географія
Ковілян розташований на сході Португалії, на півночі округу Каштелу-Бранку.
Ковілян межує на півночі з муніципалітетом Мантейгаш, на північному сході — з муніципалітетом Гуарда, на сході — з муніципалітетом Белмонте, на півдні — з муніципалітетом Фундан, на південному заході — з муніципалітетом Пампільоза-да-Серра, на заході — з муніципалітетом Арганіл.

## Історія
1186 року португальський король Саншу I надав Ковіляну форал, яким визнав за поселенням статус містечка та муніципальні самоврядні права.

## Населення
| Кількість мешканців | Кількість мешканців | Кількість мешканців | Кількість мешканців | Кількість мешканців | Кількість мешканців | Кількість мешканців | Кількість мешканців | Кількість мешканців | Кількість мешканців | Кількість мешканців | Кількість мешканців | Кількість мешканців | Кількість мешканців | Кількість мешканців |
| ------------------- | ------------------- | ------------------- | ------------------- | ------------------- | ------------------- | ------------------- | ------------------- | ------------------- | ------------------- | ------------------- | ------------------- | ------------------- | ------------------- | ------------------- |
| 1864                | 1878                | 1890                | 1900                | 1911                | 1920                | 1930                | 1940                | 1950                | 1960                | 1970                | 1981                | 1991                | 2001                | 2011                |
| 29 368              | 33 998              | 47 968              | 44 427              | 48 400              | 45 583              | 49 934              | 60 608              | 68 522              | 72 957              | 62 014              | 60 945              | 53 999              | 54 505              | 51 797              |

## Парафії
- Алдейя-де-Сан-Франсішку-де-Ассіш
- Алдейя-ду-Соту
- Барку
- Бойдобра
- Вале-Формозу
- Валеш-ду-Ріу
- Верделюш
- Віла-ду-Карвалю
- Домінгізу
- Ерада
- Казегаш
- Котада
- Кантар-Галу
- Каньозу
- Консейсан
- Кортеш-ду-Мейю
- Оржайш
- Оронду
- Паул
- Перабоа
- Пезу
- Санта-Марія
- Сан-Жорже-да-Бейра
- Сан-Мартіню
- Сан-Педру
- Сарзеду
- Собрал-де-Сан-Мігел
- Тейшозу
- Тортозенду
- Уняйш-да-Серра
- Ферру

## Освіта
- Університет Внутрішньої Бейри

## Уродженці
- Перу да Ковілян — португальський мореплавець.